# آمبینانیدیلانا
آمبینانیدیلانا (به لاتین: Ambinanidilana) یک منطقهٔ مسکونی در ماداگاسکار است که در ماهانورو واقع شده‌است. آمبینانیدیلانا ۵۸۷ کیلومتر مربع مساحت و ۷٬۸۸۰ نفر جمعیت دارد.